# Maria Mourani
Maria Mourani, née le 19 mai 1969 à Abidjan, en Côte d'Ivoire, est une criminologue et une sociologue, femme politique québécoise, d'origine libanaise et de confession chrétienne maronite. Elle a été députée à la Chambre des communes du Canada de 2006 à 2015, représentant la circonscription d'Ahuntsic. Elle a été élue pour le Bloc québécois, réélue en 2008 et en 2011, mais, expulsée du caucus de son parti le 12 septembre 2013, elle choisit alors de siéger comme indépendante. Candidate du Nouveau Parti démocratique aux élections de 2015, elle a été défaite.

## Biographie
Avant de devenir députée, Maria Mourani, qui a une formation de sociologue et de criminologue, a occupé les fonctions d'agente de libération conditionnelle pour le Service correctionnel du Canada. Elle a aussi été enseignante et éducatrice au Centre jeunesse de Montréal.
Maria Mourani a publié le 3 octobre 2006 un livre intitulé La Face cachée des gangs de rue, qui traite de la croissance du phénomène des gangs de rue dans la région de Montréal. En 2009, elle approfondit ce sujet dans un deuxième ouvrage, Gangs de rue inc. : leurs réseaux au Canada et dans les Amériques. En 2018, elle publie Milena Di Maulo-Fille et femme de mafiosi, un livre sur la situation des femmes dans la mafia italienne de Montréal à travers l'histoire intime de la fille du mafieux Joe Di Maulo.
Le 15 août 2008, à Beyrouth, Maria Mourani a été décorée de la médaille d’honneur de l’Union libanaise culturelle mondiale.
Le 14 mai 2014, elle reçoit la Légion d'honneur de la Diaspora libanaise sous décret du Président de la République libanaise et en décembre 2018, la médaille du 150e du Sénat lui est décernée pour son action auprès des victimes de la traite.

### Carrière politique
Maria Mourani s'est présentée sous la bannière du Parti québécois dans la circonscription de L'Acadie aux élections provinciales de 2003 au Québec, mais elle a terminé deuxième, derrière le libéral Yvan Bordeleau.
Elle a été candidate défaite pour le Bloc québécois aux élections fédérales de 2004, puis fut élue aux élections suivantes de 2006, dans la circonscription d'Ahuntsic. À l'élection générale du 14 octobre 2008, Maria Mourani affronte pour une troisième fois l'ancienne députée libérale d'Ahuntsic Eleni Bakopanos. Avec 39,5 % des appuis, Maria Mourani remporte une des plus chaudes luttes du pays avec une majorité de seulement 423 voix.
Elle porte et fait adopter la Loi C-452, modifiant le code criminel afin de protéger les victimes d’exploitation sexuelle et de traite des personnes. Elle collabora à l'implantation d'une « liste noire » des cellulaires volés au Canada.
Publiquement opposée au projet du gouvernement Pauline Marois (gouvernement du Parti québécois) d'interdire le port des signes religieux distinctifs chez les fonctionnaires, Maria Mourani est expulsée du caucus du Bloc québécois le 12 septembre 2013 et coupe tout lien avec ce parti, le lendemain.
Le 18 décembre 2013, Maria Mourani annonce ne plus être souverainiste et être devenue fédéraliste. Le 19 novembre 2014, elle annonce rejoindre le Nouveau Parti démocratique. Cependant, le parti étant opposé aux transfuges, elle continue de siéger comme indépendante jusqu'à la fin du mandat. Elle a été candidate pour le NPD dans la nouvelle circonscription d'Ahuntsic-Cartierville aux élections de 2015, mais a été défaite par la libérale Mélanie Joly.

## Après la politique
Maria Mourani est la présidente et fondatrice de Mourani-Criminologie, une firme de criminologie basée au Québec. Elle est reconnue comme une spécialiste des gangs de rue, du crime organisé et de la traite des personnes, particulièrement en prostitution juvénile,. En 2019, elle présente un mémoire sur dans le cadre de la Commission spéciale sur l’exploitation sexuelle des mineurs. Ce document aborde l'exploitation sexuelle des mineurs et propose des recommandations pour lutter contre ce phénomène. Depuis 2013, elle mène des recherches sur les Occidentaux qui rejoignent les groupes djihadistes.
Maria Mourani défend l'idée que la prostitution est un système d'exploitation et de violence. En s'appuyant sur le rapport de la Rapporteuse spéciale de l'ONU Reem Alsalem, critique les pays ayant réglementé ou dépénalisé la prostitution, comme l’Allemagne, la Belgique et la Nouvelle-Zélande, soulignant que ces modèles ont favorisé le trafic humain et normalisé les violences. Mourani rejette l'idée qu'il s'agirait d'un travail, rappelant que les termes « travail du sexe » et « travailleur du sexe » ne sont pas reconnus en droit international et servent à masquer la réalité de l’exploitation.
En décembre 2017, elle est nommée à l'UNESCO comme Représentante du Gouvernement du Québec.